# Непокорённая Франция
Непокорённая Франция, иначе Непокорная Франция, Непокорившаяся Франция или Мятежная Франция (фр. La France insoumise) — французская левая политическая партия, основанная в 2016 году.

## Образование и программа
Партия основана 10 февраля 2016 года как политическое движение с целью поддержки кандидатуры Жана-Люка Меланшона на президентских выборах. Идеологическими ориентирами нового объединения стали испанская партия Подемос и кандидат в президенты США Берни Сандерс.
В движение «Непокорённая Франция» вошли представители политической силы самого Меланшона — Левой партии, — а также партия «Ensemble!» (включающая антикапиталистические, троцкистские и экосоциалистические группы; известнейшая представительница — Клементина Отэн) и откольники от других левых сил: Социалистической партии (сформировавшие группу «Новые левые социалисты»), Французской коммунистической партии, ортодоксального Полюса коммунистического возрождения и энвайронменталистской партии «Европа Экология Зелёные». Его также поддержал ряд независимых социальных активистов (например, Франсуа Рюффен).
16 октября 2016 года, по окончании национального конвента организации в Сент-Андре-ле-Лилле, Меланшон объявил об избрании её логотипом греческой буквы φ, название которой (фи) совпадает с сокращённым наименованием La France insoumise — FI. Решение было выработано в ходе «мозгового штурма» с участием самого Меланшона, а также нескольких активистов — Манюэля Бомпара, Бастьяна Лашо, Софии Шикиру и Алексиса Корбье.
1 декабря 2016 года опубликована программа движения Меланшона под названием «L’avenir en commun» (Будущее вместе), которая к марту 2017 года оставалась в числе десяти самых продаваемых книг во Франции. Текст включал следующие основные положения: учреждение шестой республики посредством конституционной реформы (в том числе — возвращение к семилетнему президентскому сроку полномочий, отказ от совмещения депутатских мандатов разных уровней, переход к пропорциональной избирательной системе); повышение подоходного налога вплоть до уровня 90 % для самых зажиточных слоёв, использование налога на роскошь с целью увеличить поступления в государственный бюджет на 26 млрд евро, в то же время снижение до 25 % налога на акционерные общества; выделение из бюджета дополнительно 33 млрд евро на борьбу с бедностью, 32 млрд — на возвращение пенсионного возраста в 60 лет, 24 млрд — на образование и культуру, 22 млрд — на повышение зарплат, увеличение численности госслужащих на 200 тыс. человек, экономия в объёме 13 млрд и вывод из-под налоговых льгот 38 млрд евро, а также инвестиционная программа в объёме 100 млрд; сохранение 35-часовой рабочей недели (и возможное сокращение её до 32 часов в случае договорённости), добавление шестой недели к ежегодному оплачиваемому отпуску; пересмотр европейских договоров, «заморозка» взноса Франции в бюджет Евросоюза, девальвация евро до уровня паритета с долларом, организация выхода Великобритании из ЕС таким образом, чтобы исключить меры, напоминающие месть или наказание; выход Франции из НАТО, улучшение отношений с Россией, создание коалиции с мандатом ООН для борьбы с Исламским государством в Сирии и созыв международной конференции для послевоенного восстановления этой страны, признание Палестинского государства, выход из Международного валютного фонда, Всемирного банка и ВТО, выделение 0,7 % валового национального дохода на оказание помощи развивающимся государствам Юга, отмена договоров о свободной торговле.
23 января 2017 года партия официально зарегистрирована.

## Выборы 2017 года

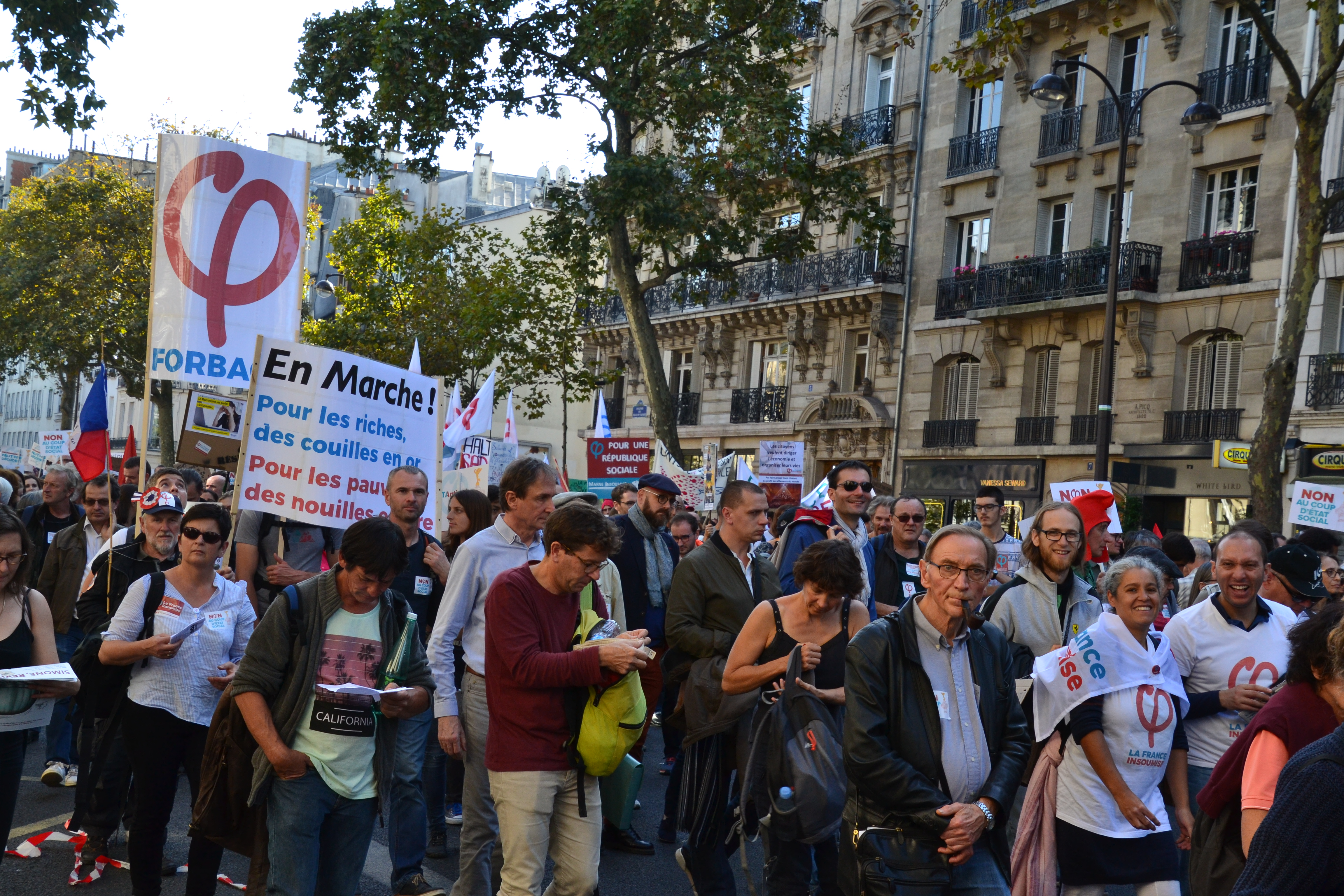
Марш протеста в Париже против реформы Трудового кодекса, проводимой президентом Макроном (23 сентября 2017)

23 апреля 2017 года Меланшон получил в первом туре президентских выборов поддержку 19,58 % избирателей (за него проголосовали 7 060 885 человек), заняв четвёртое место среди одиннадцати кандидатов и не выйдя во второй тур. Тем не менее, занявшая второе место Марин Ле Пен получила всего 21,3 %, а оказавшийся пятым кандидат Социалистической партии (и представитель её левого крыла) Бенуа Амон — 6,36 %.
11 июня 2017 года в первом туре парламентских выборов «Непокорённая Франция» добилась результата 11,02 %, что вывело её на четвёртое место — после президентского блока Эмманюэля Макрона («Вперёд, Республика!» и Демократическое движение — 32,32 %), блока «Республиканцев» и их союзников (21,56 %) и Национального фронта (13,2 %).
18 июня 2017 года во втором туре партия заручилась поддержкой 883 573 избирателей (4,86 %), что в конечном итоге принесло ей 17 мест в Национальном собрании.
Кроме Меланшона, в парламентскую фракцию вошли Алексис Корбье, Эрик Кокрель, Бастьян Лашо, Матильда Пано, Даниель Обоно, Каролина Фиат, Юго Берналисис, Бенедикт Торин, Мишель Ларив, Адриан Катеннан, Сабина Рюбен, Мюриель Рессиге, Лоик Прюдомм, Стефан Пё, а также избранные в Национальное собрание от других политических сил Франсуа Рюффен и Клементина Отэн.

## Общественно-политическая деятельность (2017—2022)
26 мая 2018 года во Франции состоялись массовые акции протеста против политики президента Макрона и правительства Филиппа, при организации которых крупнейшее профобъединение ВКТ впервые за 20 лет сотрудничало с политической партией — «Непокорённой Францией».
16 октября 2018 года дома у Меланшона и в пятнадцати зданиях, имеющих отношение к «Непокорённой Франции», были произведены обыски в рамках расследования обвинений в фиктивном найме парламентских помощников и в нарушении правил финансирования предвыборной кампании. Позднее прокуратура Парижа возбудила дела по обвинениям в угрозах и насилии по отношению к представителям власти в связи с серией инцидентов, имевших место в ходе обысков.
В декабре 2018 года развернулись активные переговоры по формированию блока левых и «зелёных» партий в преддверии европейских выборов, назначенных на май 2019 года. «Непокорённая Франция» отказалась от участия в этих процессах и подготовила собственный список во главе с активисткой французского подразделения организации Оксфам, специалисткой по борьбе с уклонением от налогов Манон Обри и одним из основателей FI Манюэлем Бомпаром.
26 мая 2019 года на европейских выборах за список проголосовали 1 428 548 избирателей (6,3 %), что обеспечило ему 6 депутатских мест из 74, отведённых Франции в Европарламенте (после выхода Великобритании из ЕС их количество было увеличено до 79).
20 сентября 2019 года суд Бобиньи признал активистов «Непокорённой Франции» виновными в создании препятствий правосудию и в мятеже по делу о событиях 16 октября 2018 года и приговорил Меланшона к трём месяцам тюремного заключения условно и к штрафу 8 тыс. евро, а пятерых других подсудимых — депутатов Алексиса Корбье и Бастьяна Лашо, евродепутата Манюэля Бомпара, члена Государственного совета Бернара Пиньероля (Bernard Pignerol) и пресс-атташе партии Мюриель Розенфельд (Muriel Rozenfeld) — к штрафам от 2 тыс. до 10 тыс. евро.

## Выборы 2022 года
10 апреля 2022 года в первом туре президентских выборов Меланшон набрал 21,95 % голосов и занял третье место после президента Макрона (27,85 %) и Марин Ле Пен (23,15 %), не сумев выйти во второй тур голосования.
19 мая 2022 года Меланшон огласил программу действий правительства Франции в случае, если после парламентских выборов 12 и 19 июня 2022 года его сформирует Новый народный экологический и социальный союз (французская аббревиатура NUPES) — новая левая коалиция, выстроенная вокруг «Непокорённой Франции». Объявленный план из 650 пунктов предполагает снижение пенсионного возраста до 60 лет, установление минимальной оплаты труда на уровне 1500 евро, замораживание цен на товары первой необходимости, возобновление налога на имущество, создание одного миллиона рабочих мест, курс на «репарламентаризацию» политической жизни вместо имеющей место в последние годы «гиперпрезидентизации».
NUPES победила в первом туре с результатом 26,16 %, а по итогам второго уступила только президентской коалиции «Вместе», получившей 38,6 % голосов и 246 депутатских мандатов из минимально необходимых для абсолютного большинства 289. Заручившись поддержкой 32,64 % избирателей, NUPES набрала 142 мандата и сформировала самую многочисленную оппозиционную фракцию (непосредственно самой «Непокорённой Франции» достались 75 депутатских мест, то есть она кардинально увеличила своё парламентское представительство).

## Выборы 2024 года
8 и 9 июня 2024 года состоялись выборы в Европарламент, на которых «Непокорённая Франция» получила 9,9 % голосов, что обеспечило ей 9 депутатских мест из 81, отведённых Франции («Национальное объединение» получило 30 мест).
10 июня 2024 года участники коалиции NUPES договорились о её роспуске с целью переформирования левой оппозиции.
14 июня 2024 года был опубликован список кандидатов, выдвигаемых партией на досрочных парламентских выборах, назначенных на 30 июня и 7 июля. В него не была включена группа «мятежников», критикующих недостаток внутрипартийной демократии, в том числе Ракель Гарридо, Алексис Корбье и Даниэлла Симонне, состоявшие в ближайшем окружении Меланшона и покинувшие вместе с ним Социалистическую партию ещё в 2008 году.
17 июня 2024 года партия вошла в Новый народный фронт вместе с социалистами, коммунистами и другими левыми партиями для совместного противостояния праворадикальным силам на досрочных парламентских выборах.
7 июля 2024 года завершился второй тур парламентских выборов, по итогам которого Новый народный фронт одержал относительную победу — 184 депутатских мандата из 289, необходимых для обеспечения абсолютного большинства (из них на долю самой «Непокорённой Франции» приходятся 78). Национальное объединение осталось на третьем месте — 142 мандата, а макронистская коалиция Вместе за Республику вышла на второе место со 166 депутатскими креслами.
5 сентября 2024 года президент Макрон поручил формирование правительства Мишелю Барнье.
2 декабря 2024 года Новый народный фронт и Национальное объединение поставили вопрос о доверии правительству после попытки Барнье на основании статьи 49.3 Конституции Франции провести проект бюджета социального страхования на 2025 год без голосования в парламенте.
23 декабря 2024 года сформировано правительство Байру — вновь правоцентристское и без участия Непокорённой Франции.